# The Hive
Pour les articles homonymes, voir Hive.
The Hive est un jeu vidéo de type rail shooter développé par Rainbow Studios et édité par Trimark Interactive, sorti en 1996 sur Windows et PlayStation.

## Accueil
- GamePro : 2/5 (PS1)[1]
- IGN : 3/10 (PS1)[2]
- Joystick : 50 % (PC)[3]